# Jean-Robert Faucher
Jean-Robert Faucher est un footballeur français né le 6 mars 1963 à Paris.

## Biographie
Attaquant du SO Chambéry, Jean-Robert Faucher dispute en avril 1979 la Coupe nationale des cadets, avec la Ligue du Lyonnais. L'année suivante, il intègre l'INF Vichy, puis rejoint en 1983 le Stade lavallois, sous contrat stagiaire. Sous le maillot tango, il joue 36 matchs en première division et marque cinq buts en trois saisons. Il remporte la Coupe de la Ligue 1984 avec Laval avant d'être prêté deux saisons successives en Division 2.
Il est entraîneur de l'US Culoz de 1996 à 2000, puis membre du staff sportif de l'AS Beauvais de 2000 à 2004. En septembre 2002 il suit au CTNFS de Clairefontaine la préparation au certificat de formateur, qui permet de diriger un centre de formation ou de préformation fédéral. Après un premier échec à l'examen de 2003, il obtient le diplôme en avril 2005.
Il est entraîneur dans les pôles espoirs de Clairefontaine de 2004 à 2005, puis à Châteauroux de 2005 à 2006. Il est ensuite entraîneur des jeunes au FC Metz de 2006 à 2010, puis entraîneur du pôle espoirs Grand Est à partir de 2010.
De décembre 2000 à octobre 2013 il est membre du Variétés Club de France, avec lequel il totalise 115 buts.

## Carrière
- 1969-1972 :  AS Aix-les-Bains
- 1972-1975 :  Bourget-du-Lac
- 1975-1980 :  SO Chambéry
- 1980-1983 :  INF Vichy
- 1983-1988 :  Stade lavallois
  - 1985-1986 :  Olympique Thonon Chablais (prêt)
  - 1986-1987 :  FC Istres (prêt)
- 1988-1990 :  USL Dunkerque
- 1990-1991 :  US Créteil
- 1991-1994 :  AS Beauvais
- 1994-1996 :  Le Tampon (La Réunion)[9]

## Palmarès
- Vainqueur de la Coupe de la Ligue en 1984 avec le Stade lavallois
- Champion de France des 16 ans avec le FC Metz en 2007

## Ouvrages
- Jean-Robert Faucher, Football - La formation initiale (12-16 ans), Éditions Amphora, 368 pages, 10 novembre 2008,  (ISBN 2851807528)